# Wulverdinghe
Wulverdinghe település Franciaországban, Nord megyében. Lakosainak száma 332 fő (2022. január 1.). Wulverdinghe Millam, Lederzeele, Saint-Momelin, Volckerinckhove és Watten községekkel határos.

## Népesség
A település népessége az elmúlt években az alábbi módon változott:
| Lakosok száma | 323  | 314  | 309  | 311  | 317  | 322  | 327  | 332  |
|               | 2013 | 2015 | 2017 | 2018 | 2019 | 2020 | 2021 | 2022 |